# Kanton Saint-Dié-des-Vosges-2
Der Kanton Saint-Dié-des-Vosges-2 ist seit 2015 ein französischer Wahlkreis im Arrondissement Saint-Dié-des-Vosges für die Wahl des Départementrats des Départements Vosges in der Region Grand Est; sein Bureau centralisateur befindet sich in Saint-Dié-des-Vosges.

## Geschichte
Der Kanton entstand bei der Neueinteilung der französischen Kantone im Jahr 2015. Seine Gemeinden kommen aus den ehemaligen Kantonen Saint-Dié-des-Vosges-Est (alle 15 Gemeinden), Provenchères-sur-Fave (alle 7 Gemeinden), Fraize (4 der 9 Gemeinden) und östlichen Stadtteilen der Stadt Saint-Dié-des-Vosges.

## Lage
Der Kanton liegt im Osten des Départements.

## Gemeinden
Der Kanton besteht aus 26 Gemeinden und Gemeindeteilen mit insgesamt 22.974 Einwohnern (Stand: 1. Januar 2022) auf einer Gesamtfläche von 248,33 km²:
| Gemeinde                      | Einwohner 1. Januar 2022 | Fläche km² | Dichte Einw./km² | Code INSEE | Postleitzahl |
| ----------------------------- | ------------------------ | ---------- | ---------------- | ---------- | ------------ |
| Ban-de-Laveline               | 1.163                    | 26,45      | 44               | 88032      | 88520        |
| Bertrimoutier                 | 312                      | 3,72       | 84               | 88054      | 88520        |
| Coinches                      | 349                      | 5,69       | 61               | 88111      | 88100        |
| Combrimont                    | 137                      | 5,21       | 26               | 88113      | 88490        |
| Entre-deux-Eaux               | 509                      | 8,47       | 60               | 88159      | 88650        |
| Frapelle                      | 199                      | 4,55       | 44               | 88182      | 88490        |
| Gemaingoutte                  | 152                      | 3,90       | 39               | 88193      | 88520        |
| La Croix-aux-Mines            | 456                      | 16,80      | 27               | 88120      | 88520        |
| La Grande-Fosse               | 130                      | 6,79       | 19               | 88213      | 88490        |
| La Petite-Fosse               | 84                       | 5,04       | 17               | 88345      | 88490        |
| Le Beulay                     | 90                       | 2,40       | 38               | 88057      | 88490        |
| Lesseux                       | 138                      | 2,94       | 47               | 88268      | 88490        |
| Lubine                        | 245                      | 14,85      | 16               | 88275      | 88490        |
| Lusse                         | 361                      | 19,49      | 19               | 88276      | 88490        |
| Mandray                       | 590                      | 12,36      | 48               | 88284      | 88650        |
| Nayemont-les-Fosses           | 776                      | 8,91       | 87               | 88320      | 88100        |
| Neuvillers-sur-Fave           | 357                      | 5,12       | 70               | 88326      | 88100        |
| Pair-et-Grandrupt             | 491                      | 4,58       | 107              | 88341      | 88100        |
| Provenchères-et-Colroy        | 1.299                    | 19,13      | 68               | 88361      | 88490        |
| Raves                         | 480                      | 4,02       | 119              | 88375      | 88520        |
| Remomeix                      | 435                      | 4,73       | 92               | 88386      | 88100        |
| Saint-Dié-des-Vosges          | 7.842                    | 15,39      | 510              | 88413      | 88100        |
| Sainte-Marguerite             | 2.253                    | 5,55       | 406              | 88424      | 88100        |
| Saint-Léonard                 | 1.379                    | 14,57      | 95               | 88423      | 88410        |
| Saulcy-sur-Meurthe            | 2.319                    | 16,37      | 142              | 88445      | 88580        |
| Wisembach                     | 428                      | 11,30      | 38               | 88526      | 88520        |
| Kanton Saint-Dié-des-Vosges-2 | 22.974                   | 248,33     | 93               | 8814       | –            |

1. ↑   Nur der östliche Teil der Gemeinde, der Rest gehört zum Kanton Saint-Dié-des-Vosges-1.

## Veränderungen im Gemeindebestand seit 2016
2016: Fusion Colroy-la-Grande und Provenchères-sur-Fave → Provenchères-et-Colroy

## Politik
| Vertreter im conseil général des Départements | Vertreter im conseil général des Départements | Vertreter im conseil général des Départements |
| Amtszeit                                      | Name                                          | Partei                                        |
| --------------------------------------------- | --------------------------------------------- | --------------------------------------------- |
| 2015–2021                                     | Roland Bédel Caroline Privat                  | DVD                                           |
| 2021–                                         | Stéphane Demange Caroline Privat-Mattioni     | MR DVD                                        |